# Infraclasse
In biologia, ai fini della tassonomia, l'infraclasse è uno dei livelli di classificazione scientifica degli organismi viventi, tanto della zoologia, quanto della botanica.
Nell'organizzazione sistemica, l'infraclasse è inferiore alla sottoclasse e superiore all'ordine (o al superordine se esistente). Una sottoclasse può perciò contenere più infraclassi, ciascuna delle quali suddivisa in uno o più ordini (o più superordini).